# چارلز فرگوسن، بارونت هفتم
چارلز فرگوسن، بارونت هفتم (انگلیسی: Sir Charles Fergusson, 7th Baronet; ۱۷ ژانویهٔ ۱۸۶۵ – ۲۰ فوریهٔ ۱۹۵۱) سیاست‌مدار اهل بریتانیا بود. وی همچنین برندهٔ جوایزی همچون نشان حمام و نشان سلطنتی ویکتوریایی شده‌است.